# UDP-Glucose-Pyrophosphorylase
UDP-Glucose-Pyrophosphorylase (UGPase) (oder UTP-Glucose-1-phosphat-Uridylyltransferase, Gen: UGP2) ist der Name des Enzyms, das die Umwandlung von UTP und Glucose-1-phosphat  zu UDP-Glucose katalysiert. Diese Reaktion ist Teilschritt mehrerer Stoffwechselwege in den meisten Lebewesen. Das früher vermutete zweite Homolog im Menschen mit dem Gen UGP1 existiert wahrscheinlich nicht.

## Katalysierte Reaktion
+   {\displaystyle \longrightarrow } 

 {\displaystyle \longrightarrow }   + PPi
UMP wird von UTP auf Glucose-1-phosphat übertragen, es entsteht UDP-Glucose und Pyrophosphat. Die Reaktion ist Teil der Glycogensynthese, des Glykogenabbau, des Galactosestoffwechsels und des Uronsäuren-Stoffwechsels.